# 八王子市立元八王子中学校
八王子市立元八王子中学校（はちおうじしりつ もとはちおうじちゅうがっこう）は、東京都八王子市大楽寺町にある公立中学校。

## 概要
本校は、八王子市の北西部の緑が多く自然豊かで古い歴史と伝統のある街、大楽寺町にある。歴史と伝統ある街で、地域の方々からより一層愛される学校をめざして、社会の変化に柔軟に対応できる「生きる力」を身につけ、自分の人生を豊かなものにするとともに社会に貢献できる力を育てる。

### 学級規模
2023年1月現在、学級数11、特別固定学級数5。
2022年1月現在、生徒数418人、教職員数33人である。

### 小中一貫教育
『令和4年度元八中学区小中一貫教育推進計画』に基づき、学校・家庭・地域が「社会的自立」を共通目標に、交流、学習指導、生活指導、特別支援教育、特別活動の視点で、元八王子小学校と弐分方小学校と9年間を切れ目なくつなぐ教育活動を行っている。

### 学区域
八王子市は学校選択制を採用しているため学区域は存在しないが、旧学区では元八王子小学校と弐分方小学校を主な学区域としていた。

## 沿革
- 1947年（昭和22年）3月31日 - 多摩郡元八王子村立元八王子中学校として開校。
- 1952年（昭和27年）10月17日 - 新校舎に移転。
- 1955年（昭和30年）4月1日 - 市町村合併により、八王子市立元八王子中学校に改称。
- 1962年（昭和37年）3月31日	- 普通教室6教室竣工
- 1964年（昭和39年）3月31日	- 体育館竣工
- 1966年（昭和41年）7月31日	- プール竣工
- 1969年（昭和44年）3月31日	- 鉄筋3階建て特別教室竣工
- 1972年（昭和47年）10月21日 - 鉄筋4階建て校舎竣工(18教室)
- 1974年（昭和49年）8月18日 - 鉄筋4階建て校舎竣工（12教室）
- 1976年（昭和51年）4月1日 - 四谷中学校開校により学区分割（303名転籍）
- 1980年（昭和55年）4月1日 - 横川中学校開校により学区分割（128名転籍）
- 1983年（昭和58年）4月1日 - 城山中学校開校により学区分割（165名転籍）
- 1985年（昭和60年）4月1日 - 心身障害学級開設
- 2006年（平成18年）10月1日 - 校舎耐震補強工事完了
- 2008年（平成20年）4月1日 - 学校運営協議会設置

## 著名な出身者
- 高橋ヒロム - プロレスラー[5]
- 児嶋一哉 - タレント[5]
- ヒロミ - タレント

## 交通アクセス
- 八王子駅（北口）9番、または京王八王子駅2番バス乗り場から、西東京バスで「宝生寺団地」「繊維団地」「大久保」「恩方ターミナル」「高尾駅南口」行きに乗車。「四谷」停留所で下車、徒歩10分[1]。